# Чунджа
Чунджа́ (каз. Шонжы) — село, центр Уйгурського району Алматинської області Казахстану. Адміністративний центр та єдиний населений пункт Чунджинського сільського округу.
Населення — 22068 осіб (2021; 18008 у 2009, 20095 у 1999, 17573 у 1989).